# EFAF Cup 2013
Navigation
Édition précédente
L'EFAF Cup 2013 est la dernière et 12e édition de l'EFAF Cup.

## Clubs participants
| Club                     | Pays        | Saison 2012                                       |
| ------------------------ | ----------- | ------------------------------------------------- |
| Alphen Eagles            | Pays-Bas    | Champion des Pays-Bas Poule EFAF Cup              |
| Black Panthers de Thonon | France      | Finaliste du championnat de France                |
| Copenhague Towers        | Danemark    | Demi-finaliste du championnat du Danemark         |
| Dauphins de Nice         | France      | Demi-finaliste du championnat de France           |
| Dracs de Badalona        | Espagne     | Demi-finaliste du championnat d'Espagne Poule EFL |
| London Blitz             | Royaume-Uni | Champion du Royaume-Uni Quart de finaliste EFL    |
| Pioners de L'Hospitalet  | Espagne     | Championnat d'Espagne Poule EFL                   |

## Calendrier / Résultats
| Qualifié pour les demi-finales |

### Groupe A
| Groupe A                 |       |      |      |      |     |          |            |       |
| Club                     | Jour. | Vic. | Nuls | Déf. | Pts | Pts pour | Pts contre | Diff. |
| Black Panthers de Thonon | 2     | 2    | 0    | 0    | 6   | 102      | 14         | +88   |
| Pioners de L'Hospitalet  | 2     | 1    | 0    | 1    | 3   | 28       | 66         | -38   |
| Alphen Eagles            | 2     | 0    | 0    | 2    | 0   | 10       | 60         | -50   |

- 30 mars 2013 :

Pioners 14 - 10 Eagles
- 27 avril 2013 :

Black Panthers 56 - 14 Pioners
- 11 mai 2013 :

Eagles 0 - 46 Black Panthers

### Groupe B
| Groupe B          |       |      |      |      |     |          |            |       |
| Club              | Jour. | Vic. | Nuls | Déf. | Pts | Pts pour | Pts contre | Diff. |
| Dauphins de Nice  | 2     | 2    | 0    | 0    | 6   | 47       | 28         | +19   |
| Dracs de Badalona | 2     | 0    | 0    | 2    | 0   | 28       | 47         | -19   |

- 23 mars 2013 :

Dauphins 20 - 8 Dracs
- 27 avril 2013 :

Dracs 20 - 27 Dauphins

### Groupe C
| Groupe C          |       |      |      |      |     |          |            |       |
| Club              | Jour. | Vic. | Nuls | Déf. | Pts | Pts pour | Pts contre | Diff. |
| Copenhague Towers | 2     | 1    | 0    | 1    | 3   | 26       | 25         | +1    |
| London Blitz      | 2     | 1    | 0    | 1    | 3   | 25       | 26         | -1    |

- 13 avril 2013 :

Blitz 7 - 6 Towers
- 27 avril 2013 :

Towers 20 - 18 Blitz

### Demi-finales
- 15 juin 2013 :

Black Panthers 19 - 7 Towers
Dauphins 15 - 16 Pioners

### Finale
- 13 juillet 2013 à L'Hospitalet de Llobregat au Complex Esportiu L'Hospitalet Nord devant 1000 spectateurs[1] :

Pioners 6 - 66 Black Panthers
MVP : Alex Thomas (RB, Black Panthers)